# Literatura realista
La literatura realista és un corrent literari de la literatura del segle XIX, concretament de la segona meitat. El Realisme és una concepció que intenta plasmar en l'art com és la vida, la realitat, i com a tal es dona en molts moments de la història, cosa que cal distingir del període literari.
Les característiques principals són el detallisme en les descripcions, l'ús de frases llargues i una adjectivació rica, l'adequació del registre de llengua a cada personatge, la intromissió del narrador en la ficció, la recerca de la versemblança i una pretesa objectivitat i l'atenció als temes d'interès de la burgesia. El gènere predominant és la novel·la. Una evolució del realisme va portar al Naturalisme.
Alguns autors realistes importants són Narcís Oller, Àngel Guimerà, Benito Pérez Galdós, Stendhal, Gustave Flaubert, Honoré de Balzac, Charles Dickens i Fiódor Dostoievski.

## Trets definitoris
El realisme intenta reflectir la realitat tal qual és, com si es posés un mirall al camí per plasmar allò que apareix sobre el paper, tal com va comparar Stendhal. En aquest sentit s'oposa al romanticisme precedent, amb el seu gust per un passat llunyà i exòtic i uns personatges idealitzats. El realisme ambienta les obres en la contemporaneïtat o en un passat pròxim i conegut, amb localitzacions conegudes i un desig de retratar totes les classes socials però atenent als gustos del públic de la burgesia, consumidora preferent dels contes i novel·les del segle xix. La documentació i l'observació atenta per part de l'autor permet desplegar un retrat fidel, detallat en les descripcions, que presta atenció als tipus, als costums i vicis socials i a les motivacions que fan que el món funcioni d'una manera i no d'una altra. La versemblança de les trames adquireix doncs la màxima importància.
Com a moviment literari neix a França i posteriorment s'exporta a tot el món occidental, amb variants nacionals que accentuen o mitiguen els trets bàsics de l'estil. Els personatges no són herois sinó gent corrent enfrontada a dilemes morals i a passions que la societat intenta apaivagar o dificultar i que es mouen a parts igual pels sentiments que per l'ambició o el càlcul econòmic, ja que el pes dels diners, la hipocresia per un costat i la família i l'amor per l'altre són vistos com el motor de l'actuació dels personatges, de qui interessa sobretot la motivació o la psicologia de les accions que acaben realitzant, resultat de les primeres o dels obstacles de la societat a assolir els seus objectius. Per això s'usa freqüentment el monòleg interior, l'estil indirecte lliure o tècniques del narrador omniscient per poder penetrar en l'interior dels personatges. Aquests personatges es mouen en un entorn urbà o rural, però no bucòlic, on abunden els objectes que detallen la seva adscripció a un grup social concret i els seus gustos.

## El realisme francès
Stendhal és un dels primers autors que reflexiona sobre el realisme al mateix temps que publica les obres cabdals en francès dins aquest estil. La seva novel·la El roig i el negre se centra en l'intent d'ascens social d'un jove provincià (un arquetip recurrent des d'aleshores) i com descobreix la corrupció moral del seu entorn, on les relacions personals serveixen per situar-se i no en elles mateixes.
Gustave Flaubert va crear amb Madame Bovary un dels personatges més recordats. La protagonista cau en desgràcia justament per creure en els ideals del romanticisme, el moviment que calia superar, ja que busca un amor que no existeix i encadena amants. El matrimoni és vist com una institució asfixiant, que res té a veure amb el sentiment i on la dona sol ser una víctima, un tema sobre el qual ja s'havia començat a reflexionar al segle xviii, però que assoleix ara una gran presència a la literatura.
Honoré de Balzac intenta explícitament reflectir tota la societat en la seva Comèdia Humana, dins la qual El pare Goriot és una de les novel·les de més èxit, a través de personatges recurrents i una àmplia producció que reflecteix diferents oficis i escenaris rellevants de l'època. Aquesta pretensió de retrat total serà imitada per diversos autors del segle xix.

## El realisme espanyol

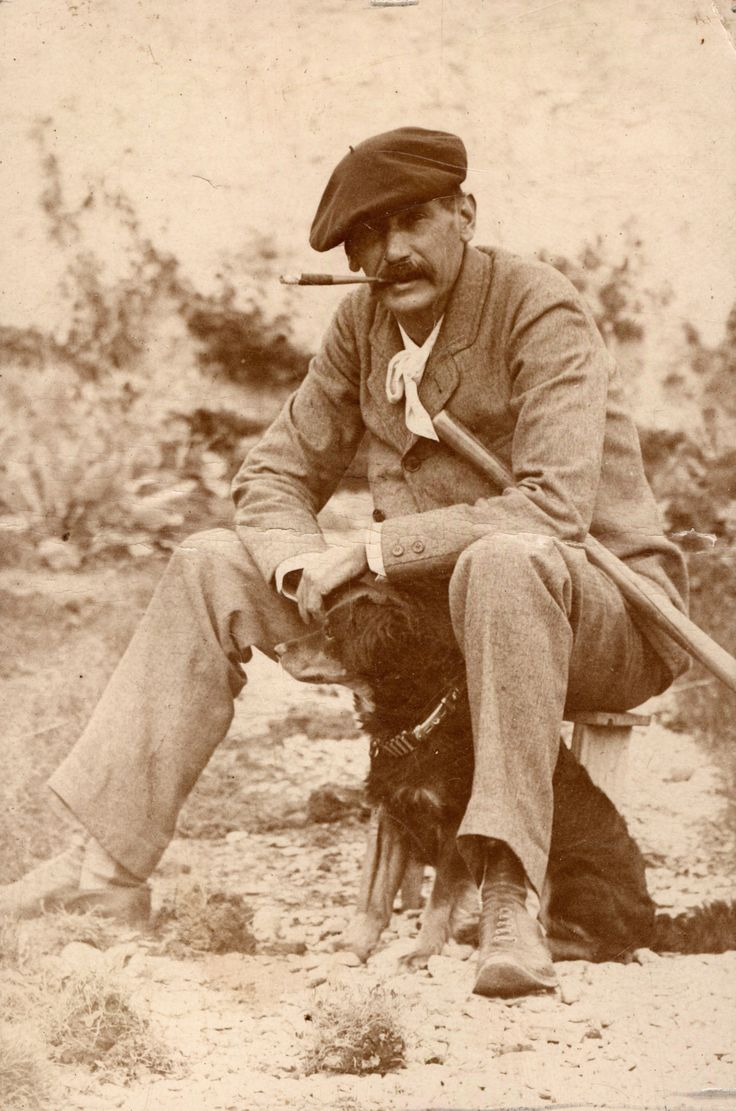
Benito Pérez Galdós

Benito Pérez Galdós és el màxim exponent del realisme espanyol, que té com a característiques pròpies una major intromissió de l'autor i les seves opinions dins la trama, de manera que l'objectivitat que es pretén queda diluïda en favor del judici moral de les actuacions dels personatges, que de totes formes són retratats amb màxim detall perquè el lector pugui tenir la seva pròpia opinió sobre com es comporten. Galdós va ser un autor prolífic, com els seus precedents francesos, i també comparteix amb ells la pretensió de reflexionar sobre la història recent, com proven la sèrie dels Episodios Nacionales. Entre les seves novel·les més conegudes de caràcter realista es troben Fortunata y Jacinta o Doña Perfecta.
Altres autors importants són Juan Valera y Alcalá Galiano (amb Pepita Jiménez) i Leopoldo Alas «Clarín», qui va adaptar amb La Regenta el tema de la dona somniadora que s'avorreix i busca en l'amor la realització personal sense èxit. El fet que un dels pretendents sigui un capellà complica la trama.

## El realisme anglès
Middlemarch, la novel·la més famosa de l'autora George Eliot és una de les obres que millor il·lustren el realisme pur anglès, ja que la tradició anglosaxona usa una periodització diferent. Charles Dickens seria el novel·lista que millor encarnaria els ideals realistes, encara que en la tradició literària anglesa se l'enquadri dins el nom genèric de literatura victoriana. Dickens destaca per les seves novel·les urbanes, on es veu evident el problema de les classes baixes a partir de la revolució industrial, el fet que fa abandonar la perspectiva romàntica tradicional (si bé Dickens es pot considerar a cavall entre els dos moviments). Un altre fet remarcable és que la majoria de les seves narracions apareixen serialitzades en revistes, perquè la relació entre premsa i literatura és molt important durant aquest període.

## El realisme rus
Rússia va conrear àmpliament el realisme a causa de la influència francesa sobre la cort i la vida intel·lectual de l'imperi. En aquest sentit destaquen les novel·les de Fiódor Dostoievski, com Crim i càstig, on s'explora la ment d'un criminal i el paper que juga l'entorn en provocar el delicte, o les de Lev Tolstoi, autor de Guerra i pau, on es pretén reflectir tota la societat russa a partir de la saga familiar protagonista, i també d'Anna Karènina, on es reprèn el tema de l'adulteri, un dels recurrents del realisme.
Dins del teatre cal fer esment de L'oncle Vània, d'Anton Txékhov, que és també un dels contistes de més renom. En aquesta obra apareixen els diners i com afecten la família, molt menys modèlica del que pot semblar a primera vista, ja que com a màxim exponent d'institució social es veu tacada pels mateixos vicis i problemes que el conjunt de tota la societat.

## El realisme català
El realisme català evoluciona des de la Renaixença i afegeix a la preocupació per la llengua d'aquesta els temes socials importats d'Europa. Una societat industrial provoca desigualtats, que es denuncien en les novel·les i obres de teatre dels autors del període, com ara Àngel Guimerà i Jorge (a cavall entre els models romàntics i realistes) i sobretot Narcís Oller i Moragas. Aquest va descriure a L'Escanyapobres el prototip de l'avar modern i va apropar-se a la preocupació europea per com el capitalisme deshumanitza les relacions personals.